# خاصية كيميائية

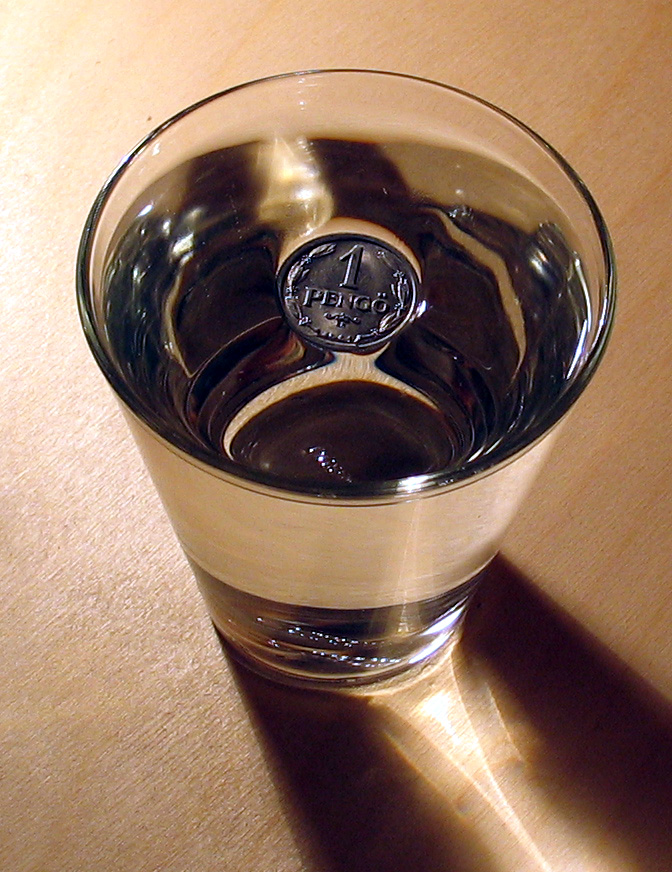

تصف جملة خاصية كيميائية تصرف المادة عند ظروف الضغط والحرارة القياسية ، وتظهر هذه الخاصية بوضوح أثناء التفاعلات الكيميائية.
- نشاطية المادة في التفعل تجاه المواد الأخرى.
- حالات التأكسد الأفضل للمادة.
- شكل الجزيئات، والروابط.
- طول الرابطة.
- الرقم التناسقي.
- الشكل الأفضل للروابط لتكوين إما فلزية أو أيونية أو تساهمية.